# 沁城乡
沁城乡，是中华人民共和国新疆维吾尔自治区哈密市伊州区下辖的一个乡镇级行政单位。

## 新疆射月沟水库溃坝事件
2018年7月31日，6時至9時30分，沁城鄉小堡區域突降特大暴雨，一小時最大降雨量達到110毫米（歷史最大年降雨量52.4毫米），引發洪水，並造成射月溝水庫水量突增，10時17分出現局部潰壩。该事件造成20人遇難、8人失蹤。

## 行政区划
沁城乡下辖以下地区：
城东村、城西村、白山村、二宫村、西路村、小堡村、牛毛泉村和岌芨台村。